# Естонський гончак
Естонський гончак — порода собак, що використовується для полювання на малого звіра. Виведена в Естонії в ХХ столітті.

## Історія походження
Ця порода собак сформувалась в Естонії і є типовим представником гончаків. Робота по його виведенню була розпочата в період між двома світовими війнами, чому сприяли екологічні умови і заходи по охороні козулі. Через низьку щільність козулі, було заборонено використовувати гончаків вищих за 40 см на зріст. Як самостійна порода затверджена 1954 року.
Виведення естонського гончака йшло по двох напрямках:
- відбір невеликих собак серед російських, англо-російських і інших гончаків, яких мали в наявності, з наступним злиттям крові фоксхаундів і фінських гончаків;
- схрещення з європейськими малорослими гончаками, яких вдалося дістати - біглями, швейцарськими гончаками.

## Опис породи
В даний час ця, нижче середнього зросту, наполеглива в роботі, з дзвінким голосом, порода дуже популярна в Україні, Фінляндії, східному березі Балтійського моря , на європейській частині Росії.

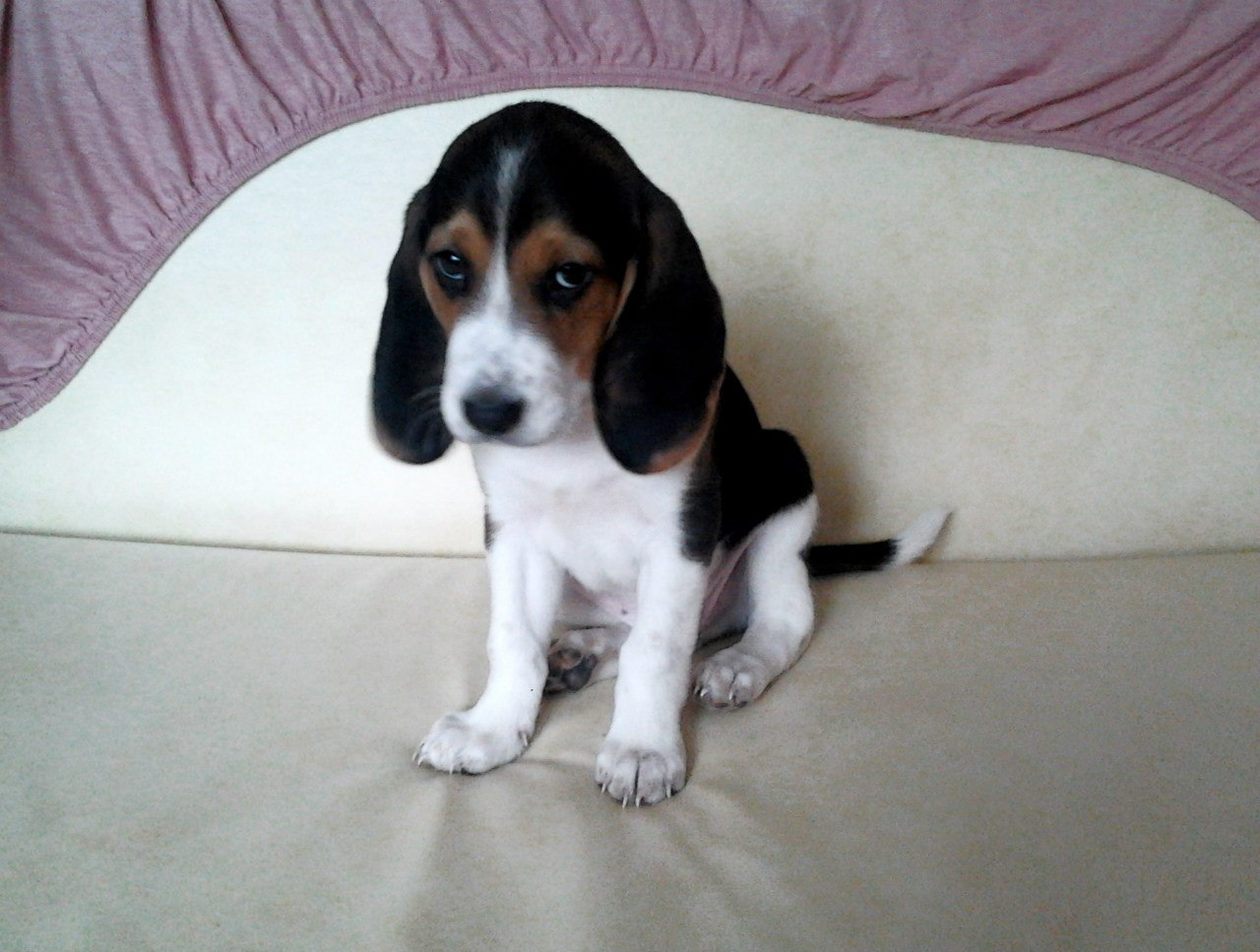
Цуценя естонського гончака

## Загальні параметри породи
Тип конституції. Міцний, сухий. Кістяк міцний, мускулатура добре розвинена, шкіра щільна, еластична, без складок. Собака нижча за середній зріст. Висота в холці для псів становить 45-52 см, для псиць - на 3 см менше. Індекс розтягнутості для псів 108-110%, для псиць - 110-112%.
Тип поведінки, характер. Урівноважений, рухливий.
Голова. Черепна частина помірної ширини, округлої форми. Надбрівні дуги ясно виражені, але невисокі, перехід від лоба до морди нерізкий. Морда довга, пряма. Губи сухі, щільно обтягують щелепи, не відвислі. Мочка носа широка, чорна, окрім собак жовто-рябого забарвлення, у яких допустимий темно-коричневий колір мочки.
Вуха. Нетовсті, висячі, довгі, низько поставлені, щільно прилеглі до голови, із закругленими кінцями, покриті короткою шерстю.
Очі. Дещо косо поставлені, темно-карі, краї вік темні.
Шия. Округла, мускуляста, суха, без складок шкіри.
Зуби. Білі, міцні, прикус ножицеподібний.
Корпус. Загривок виділяється над лінією спини. Груди широкі, в значній мірі бочкоподібні, довгі, глибокі, опущені до ліктів. Несправжні ребра добре розвинені. Спина пряма, широка, мускулиста. Поперек короткий, широкий, опуклий, мускулистий. Крижі широкі, короткі, мускулисті, злегка похилі. Хвіст шаблеподібний, біля основи товстий, такий, що поступово стає тоншим до кінця, завдовжки до скакального суглоба. Собака несе його не круто.
Передні кінцівки. Сухі, костисті і мускулисті. При огляді спереду прямі і паралельні. Довжина передніх ніг становить близько 50% висоти собаки. Кут плечолопаткового зчленування 115-120°. Лікті направлені строго назад. Передпліччя овальні. П'ясток широкий, майже прямовисно поставлений.
Задні кінцівки. Сухі, костисті і мускулисті, при огляді ззаду прямі і паралельні, з добре вираженими кутами зчленувань. Плесно майже прямовисне. Допустима невелика прямозадість.
Лапи. Овальної форми, склеписті, з щільно стислими пальцями, кігті направлені до землі.
Забарвлення. Найбільш поширене - чорно-рябе з рудими плямами. Розміри плям не обмежені. Допускаються також забарвлення: буро-рябе з яскраво-рудими плямами, багряно-рябе і чепрачне.
Шерстний покрив. Короткий, рівний, жорсткий і блискучий. Підшерсток розвинений слабо. Хвіст покритий майже рівномірно по всій довжині густою шерстю, тому виглядає товстим. До кінця хвоста шерсть дещо коротша.

## Мисливські якості
Пошук (полдаз) для "естонців" характерний жвавий, уважний, на веселому галопі, достатньої ширини (400-600 м), що дає змогу оцінити правильний і хороший гон.
Нюх Ця порода характеризується добрим нюхом. Вони настільки настирливі, що можуть за короткий час знайти звіра.
В'язкість — це наполегливість, з якою гончак переслідує звіра і виправляє його хитрощі. В'язкість естонських гончих — на висоті. Собаки сміливо можуть тримати звіра на сліду до трьох діб, і це без перебільшення. А мисливці знають, що в'язкість — 70% успіху на полюванні. Ця властивість собаки передається з покоління в покоління і розвивається правильною нагонкою.
Майстерність — це поєднання всіх попередніх властивостей, що виробляються в процесі роботи собаки, вміння орієнтуватися в хитросплетінні звірячої грамоти. Бувають випадки, коли собака покидає слід і оббігає певні місця, скорочуючи шлях до звіра. Це і є майстерністю. А обрізання сліду на двійках, трійках, — це теж майстерність. Майстерність без доброго нюху і в'язкості неможлива.
Паратість — це швидкість, з якою собака переслідує звіра. Для «естонців» характерний настирливий, але помірний, емоційний гон, що є перевагою.

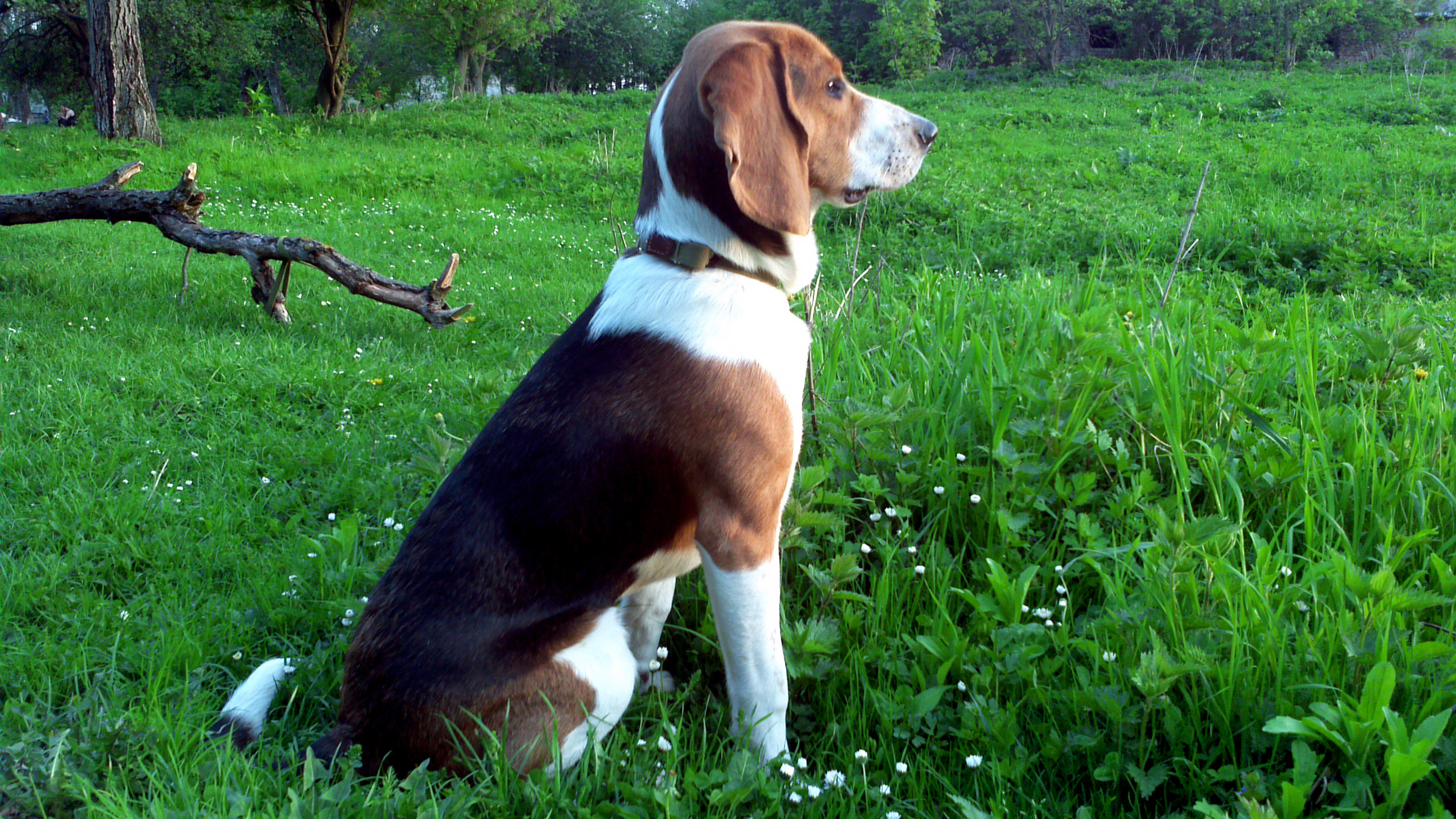
Естонський гончак